# Alsfeld-Berfa
Berfa ist ein Stadtteil der Stadt Alsfeld im mittelhessischen Vogelsbergkreis.

## Geographie
Berfa liegt nordöstlich der Kernstadt am kleinen Fluss Berf, der dem Ort seinen Namen gab, und im Tal zwischen dem Bechtelsberg und der Steinfirst. Im Ort treffen sich die Landesstraßen 3157 und 3295. Im Süden führt die Bundesautobahn 5 an Berfa vorbei. Berfa ist am ehesten bekannt durch die gleichnamige BAB Autobahnraststätte an dieser Autobahn.

## Geschichte

### Ortsgeschichte
Der Bereich war bereits vor 3000 bis 4000 Jahren besiedelt. Die älteste bekannte schriftliche Erwähnung von Berfa erfolgte unter dem Namen superior Berfe im Jahr 1282.
Zum 1. August 1972 wurde die bis dahin selbständige Gemeinde Berfa im Zuge der Gebietsreform in Hessen kraft Landesgesetz in die Stadt Alsfeld eingegliedert. Gleichzeitig wechselte der Ort damit vom Kreis Ziegenhain in den Vogelsbergkreis. Für den Stadtteil Berfa, wie für die übrigen Stadtteile von Alsfeld, wurde ein Ortsbezirk eingerichtet.

### Verwaltungsgeschichte im Überblick
Die folgende Liste zeigt die Staaten und Verwaltungseinheiten, denen Berfa angehört(e):
- vor 1567: Heiliges Römisches Reich, Landgrafschaft Hessen, Amt Neukirchen
- ab 1567: Heiliges Römisches Reich, Landgrafschaft Hessen-Marburg, Amt Neukirchen[7]
- 1604–1648: Heiliges Römisches Reich, strittig zwischen Landgrafschaft Hessen-Darmstadt und Landgrafschaft Hessen-Kassel (Hessenkrieg), Amt Neukirchen
- ab 1648: Heiliges Römisches Reich, Landgrafschaft Hessen-Kassel, Amt Neukirchen
- ab 1806: Landgrafschaft Hessen-Kassel,[Anm. 2] Amt Neukirchen
- 1807–1813: Königreich Westphalen,[Anm. 3] Departement der Werra, Distrikt Hersfeld, Kanton Breitenbach
- ab 1815: Kurfürstentum Hessen,[Anm. 4] Amt Neukirchen[8]
- ab 1821/22: Kurfürstentum Hessen, Provinz Oberhessen, Landkreis Ziegenhain[9][Anm. 5]
- ab 1848: Kurfürstentum Hessen, Bezirk Fritzlar
- ab 1851: Kurfürstentum Hessen, Provinz Oberhessen, Kreis Ziegenhain
- ab 1867: Königreich Preußen,[Anm. 6] Provinz Hessen-Nassau, Regierungsbezirk Kassel, Kreis Ziegenhain
- ab 1871: Deutsches Reich, Königreich Preußen, Provinz Hessen-Nassau, Regierungsbezirk Kassel, Kreis Ziegenhain
- ab 1918: Deutsches Reich (Weimarer Republik), Freistaat Preußen, Provinz Hessen-Nassau, Regierungsbezirk Kassel, Kreis Ziegenhain
- ab 1944: Deutsches Reich, Freistaat Preußen, Provinz Kurhessen, Landkreis Ziegenhain
- ab 1945: Amerikanische Besatzungszone,[Anm. 7] Groß-Hessen, Regierungsbezirk Kassel, Landkreis Ziegenhain
- ab 1946: Amerikanische Besatzungszone, Land Hessen, Regierungsbezirk Kassel, Landkreis Ziegenhain
- ab 1949: Bundesrepublik Deutschland, Land Hessen, Regierungsbezirk Kassel, Landkreis Ziegenhain
- ab 1972: Bundesrepublik Deutschland, Land Hessen, Regierungsbezirk Kassel, Vogelsbergkreis, Stadt Alsfeld[Anm. 8]
- ab 1981: Bundesrepublik Deutschland, Land Hessen, Regierungsbezirk Gießen, Vogelsbergkreis, Stadt Alsfeld

### Gerichte seit 1821
Mit Edikt vom 29. Juni 1821 wurden in Kurhessen Verwaltung und Justiz getrennt. In Ziegenhain wurde der Kreis Ziegenhain für die Verwaltung eingerichtet und das Justizamt Oberaula war als Gericht in erster Instanz für Berfa zuständig. Nach der Annexion Kurhessens durch Preußen 1866 erfolgte am 1. September 1867 die Umbenennung des bisherigen Justizamtes in Amtsgericht Oberaula. Auch mit dem Inkrafttreten des Gerichtsverfassungsgesetzes von 1879 blieb das Amtsgericht unter seinem Namen bestehen.
Das Amtsgericht Oberaula war ab dem 15. Juli 1943 nur noch Zweigstelle des Amtsgerichts Treysa und ab März 1947 Zweigstelle des Amtsgerichts Neukirchen. Die Zweigstelle wurde am 30. Juni 1969 aufgehoben. Der Bezirk des ehemaligen Amtsgerichts Oberaula ging mit diesem Tag im Bezirk des Amtsgerichts Treysa auf, das 1970 in Amtsgericht Schwalmstadt umbenannt wurde.

## Bevölkerung

### Einwohnerstruktur 2011
Nach den Erhebungen des Zensus 2011 lebten am Stichtag dem 9. Mai 2011 in Berfa 588 Einwohner. Darunter waren 6 (1,0 %) Ausländer.
Nach dem Lebensalter waren 81 Einwohner unter 18 Jahren, 231 zwischen 18 und 49, 138 zwischen 50 und 64 und 135 Einwohner waren älter. Die Einwohner lebten in 231 Haushalten. Davon waren 57 Singlehaushalte, 66 Paare ohne Kinder und 87 Paare mit Kindern, sowie 18 Alleinerziehende und 3 Wohngemeinschaften. In 57 Haushalten lebten ausschließlich Senioren und in 135 Haushaltungen leben keine Senioren.

### Einwohnerentwicklung
| Quelle: | Historisches Ortslexikon                      |
| • 1585: | 42 Hausgesesse                                |
| • 1639: | 17 Hausgesesse, 3 Witwen.                     |
| • 1681: | 37 Hausgesesse, 4 Ausschuss, ein Junggeselle. |
| • 1750: | 41 Wohnhäuser mit 211 Einwohnern.             |

| Berfa: Einwohnerzahlen von 1750 bis 2020 | Berfa: Einwohnerzahlen von 1750 bis 2020 | Berfa: Einwohnerzahlen von 1750 bis 2020 | Berfa: Einwohnerzahlen von 1750 bis 2020 | Berfa: Einwohnerzahlen von 1750 bis 2020 |
| --- | ---------------------------------------- | ---------------------------------------- | ---------------------------------------- | ---------------------------------------- |
| Jahr |                                          |                                          |                                          | Einwohner                                |
| 1750 | 1750                                     |                                          | 211                                      | 211                                      |
| 1800 | 1800                                     |                                          | ?                                        | ?                                        |
| 1834 | 1834                                     |                                          | 370                                      | 370                                      |
| 1840 | 1840                                     |                                          | 404                                      | 404                                      |
| 1846 | 1846                                     |                                          | 417                                      | 417                                      |
| 1852 | 1852                                     |                                          | 444                                      | 444                                      |
| 1858 | 1858                                     |                                          | 441                                      | 441                                      |
| 1864 | 1864                                     |                                          | 483                                      | 483                                      |
| 1871 | 1871                                     |                                          | 489                                      | 489                                      |
| 1875 | 1875                                     |                                          | 472                                      | 472                                      |
| 1885 | 1885                                     |                                          | 523                                      | 523                                      |
| 1895 | 1895                                     |                                          | 519                                      | 519                                      |
| 1905 | 1905                                     |                                          | 548                                      | 548                                      |
| 1910 | 1910                                     |                                          | 600                                      | 600                                      |
| 1925 | 1925                                     |                                          | 633                                      | 633                                      |
| 1939 | 1939                                     |                                          | 669                                      | 669                                      |
| 1946 | 1946                                     |                                          | 862                                      | 862                                      |
| 1950 | 1950                                     |                                          | 853                                      | 853                                      |
| 1956 | 1956                                     |                                          | 708                                      | 708                                      |
| 1961 | 1961                                     |                                          | 754                                      | 754                                      |
| 1967 | 1967                                     |                                          | 751                                      | 751                                      |
| 1970 | 1970                                     |                                          | 728                                      | 728                                      |
| 1980 | 1980                                     |                                          | ?                                        | ?                                        |
| 1990 | 1990                                     |                                          | ?                                        | ?                                        |
| 2000 | 2000                                     |                                          | ?                                        | ?                                        |
| 2006 | 2006                                     |                                          | 636                                      | 636                                      |
| 2011 | 2011                                     |                                          | 588                                      | 588                                      |
| 2015 | 2015                                     |                                          | 537                                      | 537                                      |
| 2020 | 2020                                     |                                          | 511                                      | 511                                      |
| Datenquelle: Historisches Gemeindeverzeichnis für Hessen: Die Bevölkerung der Gemeinden 1834 bis 1967. Wiesbaden: Hessisches Statistisches Landesamt, 1968. Weitere Quellen: LAGIS; Stadt Alsfeld: 2006:, 2015, 2020; Zensus 2011 |                                          |                                          |                                          |                                          |

### Historische Erwerbstätigkeit
| Quelle: | Historisches Ortslexikon |
| • 1750: | Erwerbspersonen: zwei Schneider, ein Maurer, sechs Leineweber, zwei Müller, zwei Schmiede, ein Botgänger, zwei Tagelöhner, zwei Branntweinbrenner und -schenker, ein Wirt. |
| • 1838: | Familien: 30 Ackerbau, 21 Gewerbe, 28 Tagelöhner. |
| • 1961: | Erwerbspersonen: 173 Land- und Forstwirtschaft, 165 produzierendes Gewerbe, 28 Handel und Verkehr, 18 Dienstleistung und Sonstiges.                                        |

## Religion

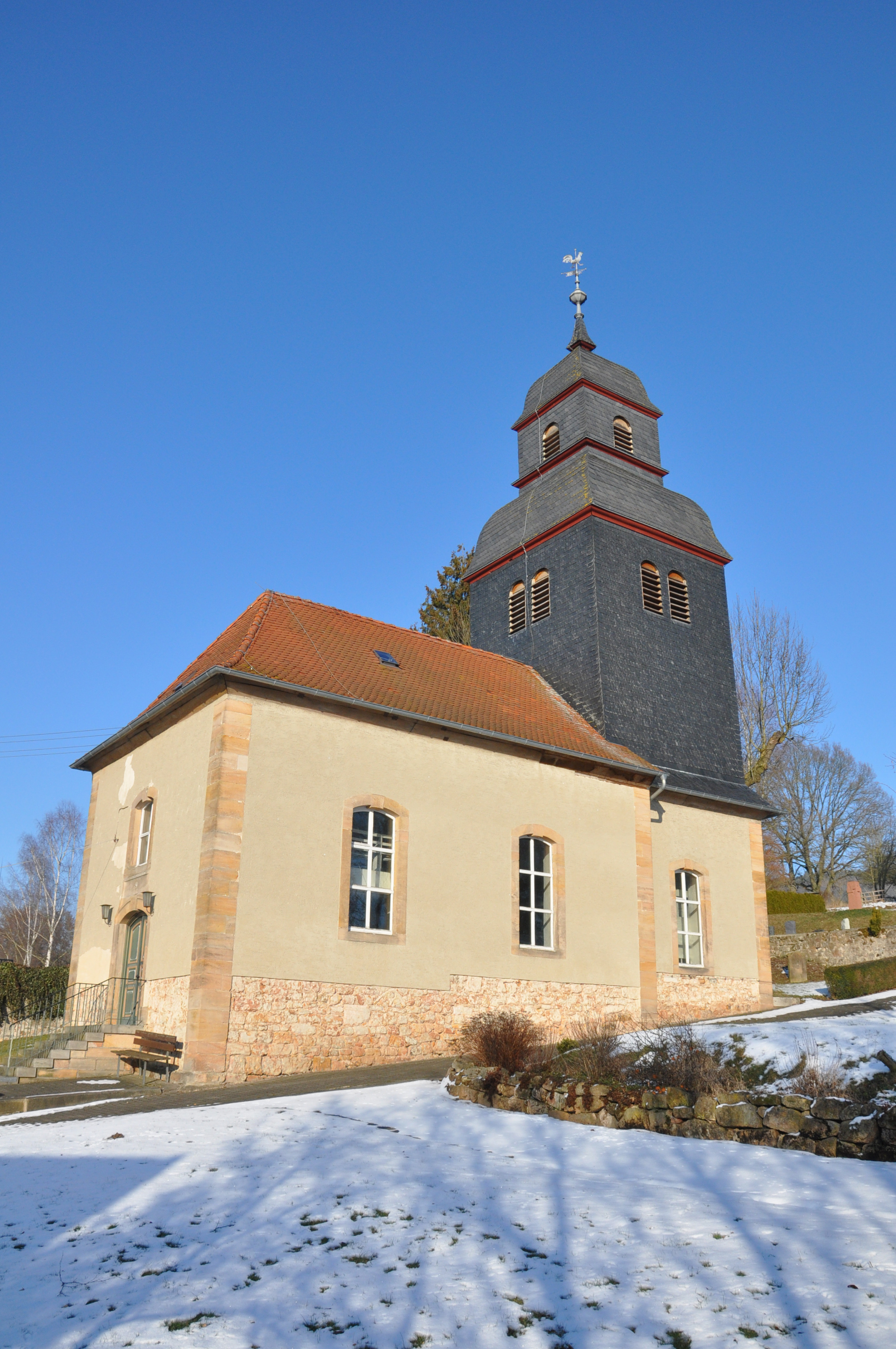
Evangelische Kirche in Berfa

Die evangelische Kirche in Berfa ist ein einfacher Saalbau von 1748. Auf einen älteren Bau, vermutlich am gleichen Ort, verweist ein gotischer Fensterbogen, der 2002 bei Arbeiten an den Grundmauern freigelegt wurde. Die Kirche gehört zur evangelischen Kirchengemeinde Bechtelsberg, die Teil des Kirchenkreises Schwalm-Eder in der Evangelischen Kirche von Kurhessen-Waldeck ist.
Historische Religionszugehörigkeit
| • 1861: | 465 evangelisch-reformierte, sechs jüdische Einwohner             |
| • 1885: | 520 evangelische (= 99,43 %), drei jüdische (= 0,57 %) Einwohner  |
| • 1961: | 721 evangelische (= 95,62 %), 31 katholische (= 4,11 %) Einwohner |

## Politik
Für Berfa besteht ein Ortsbezirk (Gebiete der ehemaligen Gemeinde Berfa) mit Ortsbeirat und Ortsvorsteher nach der Hessischen Gemeindeordnung.
Der Ortsbeirat besteht aus neun Mitgliedern. Bei den Kommunalwahlen in Hessen 2021 betrug die Wahlbeteiligung zum Ortsbeirat 63,4 %. Alle Kandidaten gehörten der „Wählergemeinsachaft Berfa“ an. Der Ortsbeirat wählte Heinz Stumpf zum Ortsvorsteher.

## Kulturdenkmäler
Siehe: Liste der Kulturdenkmäler in Berfa (Alsfeld)